# Said Martínez
Héctor Said Martínez Sorto (ur. 7 sierpnia 1991) – honduraski sędzia piłkarski. Znajduje się na Międzynarodowej Liście Sędziowskiej FIFA od 2017 roku.
W 2022 został sędzią meczu na Mistrzostwa Świata w Piłce Nożnej.